# ليلو وستيتش (مسلسل)
مسلسل ليلو وستيتش (بالإنجليزية: Lilo & Stitch: The Series) هو مسلسل رسوم متحركة أمريكي من إنتاج والت ديزني للرسوم المتحركة التلفزيونية. عُرض لأول مرة على قناة أيه بي سي في 20 سبتمبر 2003، كجزء من أيه بي سي كيدز. تم عرضه في الوطن العربي على عدة محطات عربية. مع عرض أول متأخر على قناة ديزني في 12 أكتوبر 2003.

## وصلات خارجية
- ليلو وستيتش (مسلسل) على موقع IMDb (الإنجليزية)
- ليلو وستيتش (مسلسل) على موقع ميتاكريتيك (الإنجليزية)
- ليلو وستيتش (مسلسل) على موقع روتن توميتوز (الإنجليزية)
- ليلو وستيتش (مسلسل) على موقع كينوبويسك (الروسية)
- ليلو وستيتش (مسلسل) على موقع ألو سيني (الفرنسية)
- ليلو وستيتش (مسلسل) على موقع قاعدة بيانات الفيلم (الإنجليزية)